# Martin Milec
Martin Milec (* 20. září 1991, Maribor, Slovinsko) je slovinský fotbalový obránce resp. defensivní záložník a bývalý mládežnický reprezentant, který od roku 2010 působí ve slovinském klubu NK Maribor.

## Klubová kariéra
Milec začal hrát fotbal ve svých šesti letech. Jeho primárním postem je pravý obránce, ale dokáže hrát i na postu záložníka. V červenci 2010 podepsal čtyřletý kontrakt s předním slovinským klubem NK Maribor, kterému fandil od dětství. Zde vyhrál řadu domácích trofejí včetně ligových titulů. 19. září 2013 vstřelil gól v základní skupině Evropské ligy 2013/14 proti ruskému celku FK Rubin Kazaň, ale na zisk bodů to nestačilo, Maribor prohrál 2:5.

## Reprezentační kariéra
Byl členem slovinských mládežnických výběrů U19 a U21. S výběrem do 19 let se zúčastnil Mistrovství Evropy hráčů do 19 let 2009 na Ukrajině, kde Slovinsko obsadilo se ziskem jediného bodu poslední čtvrtou příčku základní skupiny A (za Anglií, Ukrajinou a Švýcarskem).